# Dying Gasp
Das Dying-Gasp-Signal (im übertragenen Sinn: „Todesröcheln“) ist ein elektronisches Benachrichtigungssignal einer Breitband-Netzabschlusseinrichtung.
Dieses Signal wird dann von einem Customer Premises Equipment (CPE), etwa einem DSL-Modem abgesetzt, wenn es abgeschaltet wird, bzw. wenn ein Stromausfall auftritt.
Bei dem Dying-Gasp-Signal handelt es sich um ein Data Layer Signal, das an der providerseitigen Netzschnittstelle (z. B. einem DSLAM-Port) ausgewertet werden kann.
Dadurch kann bei Netzstörungen die Verbindung (z. B. PPPoE) Provider-seitig ohne Timeout getrennt werden, so dass nach einer schnellen Behebung der Störung (etwa bei DSL-Re-Syncs) eine neue Verbindung schneller (und ohne versuchten Mehrfach-Login) aufgebaut werden kann.
Das Dying-Gasp-Signal ist z. B. für ADSL2+, SHDSL und GPON spezifiziert.